# Vanesa Amorós Quiles
Vanesa Amorós Quiles (geboren am 2. Juli 1983 in Elche) ist eine spanische Handballtrainerin und ehemalige Handballspielerin, die auf der Spielposition Linksaußen aktiv war.

## Vereinskarriere
Vanesa Amorós begann im Alter von acht Jahren mit dem Handball beim Club Balonmano Elche, bei dem sie im Jahr 1997 auch als Vertragsspielerin debütierte, 2006 wechselte sie zu Elda Prestigio, 2011 von dort weiter zu CB Mar Alicante. Anschließend war sie von 2012 bis zu ihrem vorläufigen Karriereende 2014 bei Mecalia Guardés aktiv.
In den Spielzeiten 2017/2018 und 2019/2020 stand sie nochmals für Club Balonmano Elche auf dem Platz.

## Auswahlmannschaften
Amorós stand auch im Aufgebot spanischer Auswahlmannschaften.
Von 1998 bis 1999 bestritt sie 15 Einsätze mit der spanischen Jugendauswahl, dabei warf sie 25 Tore.
Für die spanischen Juniorinnen wurde sie in den Jahren 2000 und 2001 in 32 Spielen eingesetzt und warf darin 63 Tore. Sie spielte auch bei der U-19-Europameisterschaft 2000 und der U-20-Weltmeisterschaft 2001 (4. Platz).
Ihren ersten Einsatz mit der spanischen Nationalmannschaft bestritt Vanesa Amorós im Jahr 2003, bis 2013 war sie in 111 Länderspielen eingesetzt und erzielte darin 97 Tore. Mit der Nationalmannschaft Spaniens nahm Alberto an der Weltmeisterschaft 2003 (5. Platz), am Handballwettbewerb der Olympischen Spiele 2004 (6. Platz), der Europameisterschaft 2010 (11. Platz), der Weltmeisterschaft 2011 (3. Platz), am Handballwettbewerb der Olympischen Spiele 2012 (3. Platz), der Europameisterschaft 2012 (11. Platz) und den Mittelmeerspielen 2013 (5. Platz) teil.

## Trainerin
Seit 2014 war sie als Handballtrainerin bei Elda Prestigio tätig, ab November 2023 übernahm sie die erste Mannschaft des Vereins. Anfang Februar 2025 trennte sich der Verein von Amorós.